# Östra Ryds kyrka, Uppland
Östra Ryds kyrka är en kyrkobyggnad i Östra Ryds socken i Stockholms stift. Den är församlingskyrka i Österåker-Östra Ryds församling.

## Kyrkobyggnaden

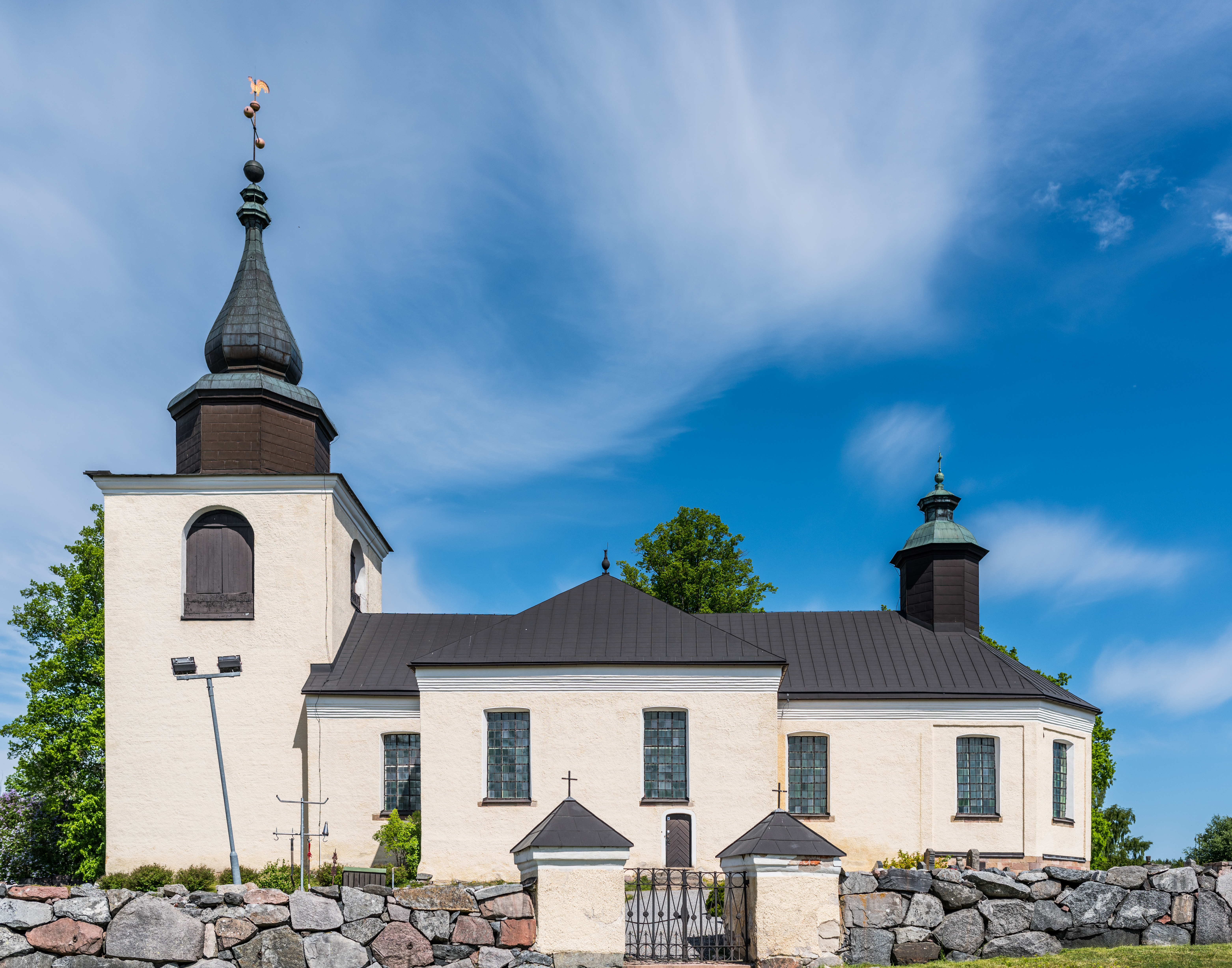
Kyrkan från söder.

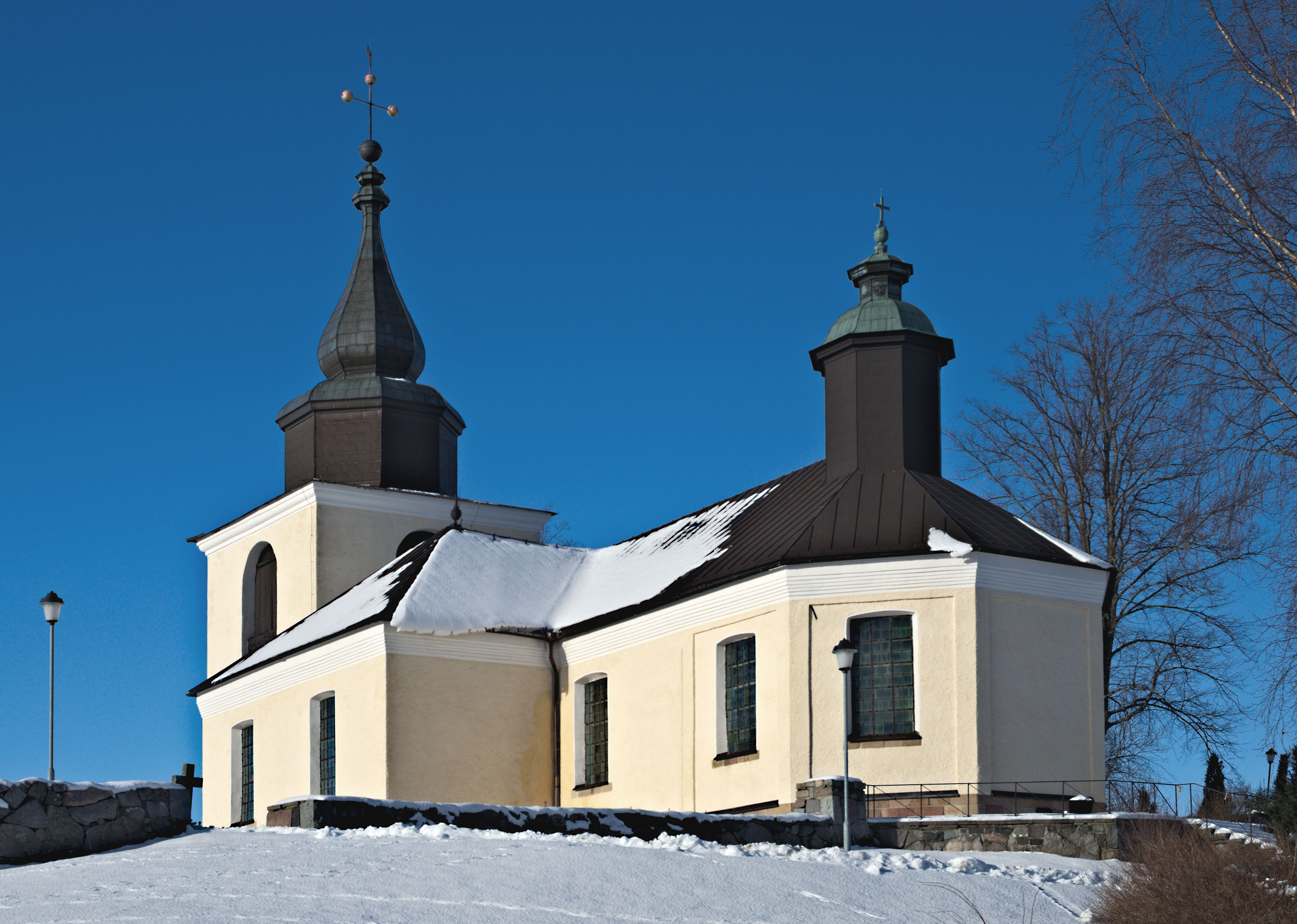
Kyrkan från öster.

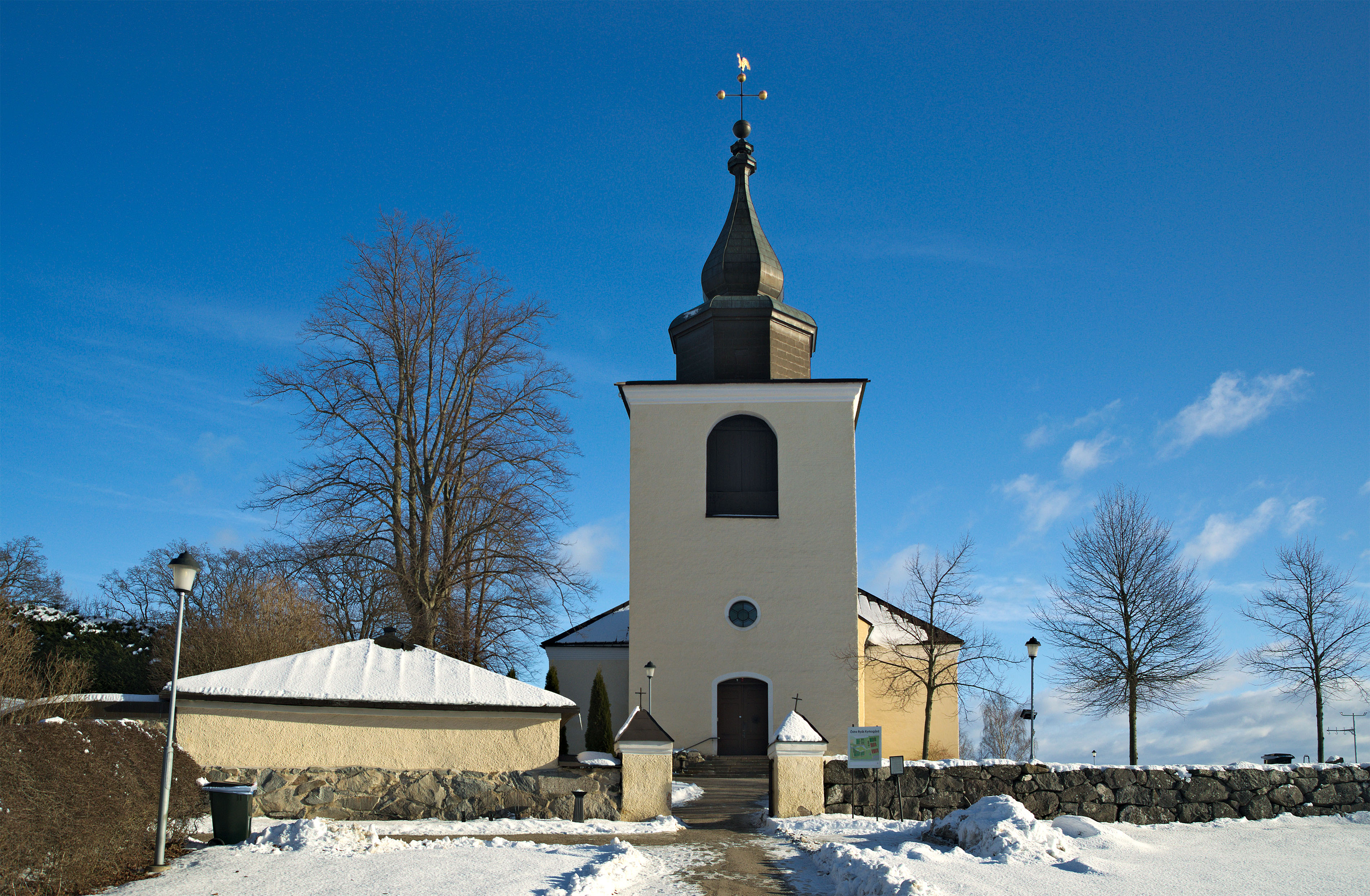
Kyrkans entrésida.

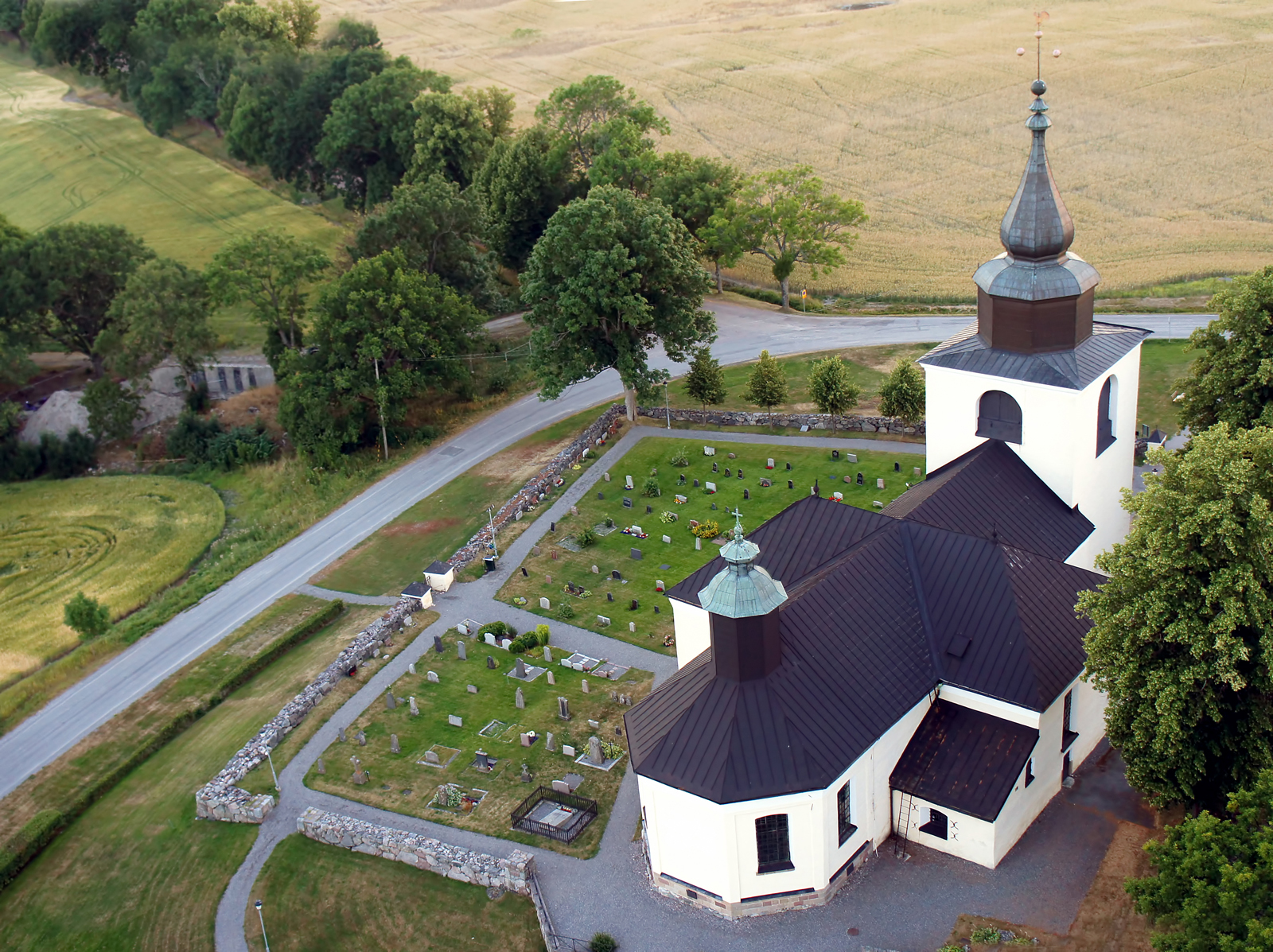
Flygfotografi.

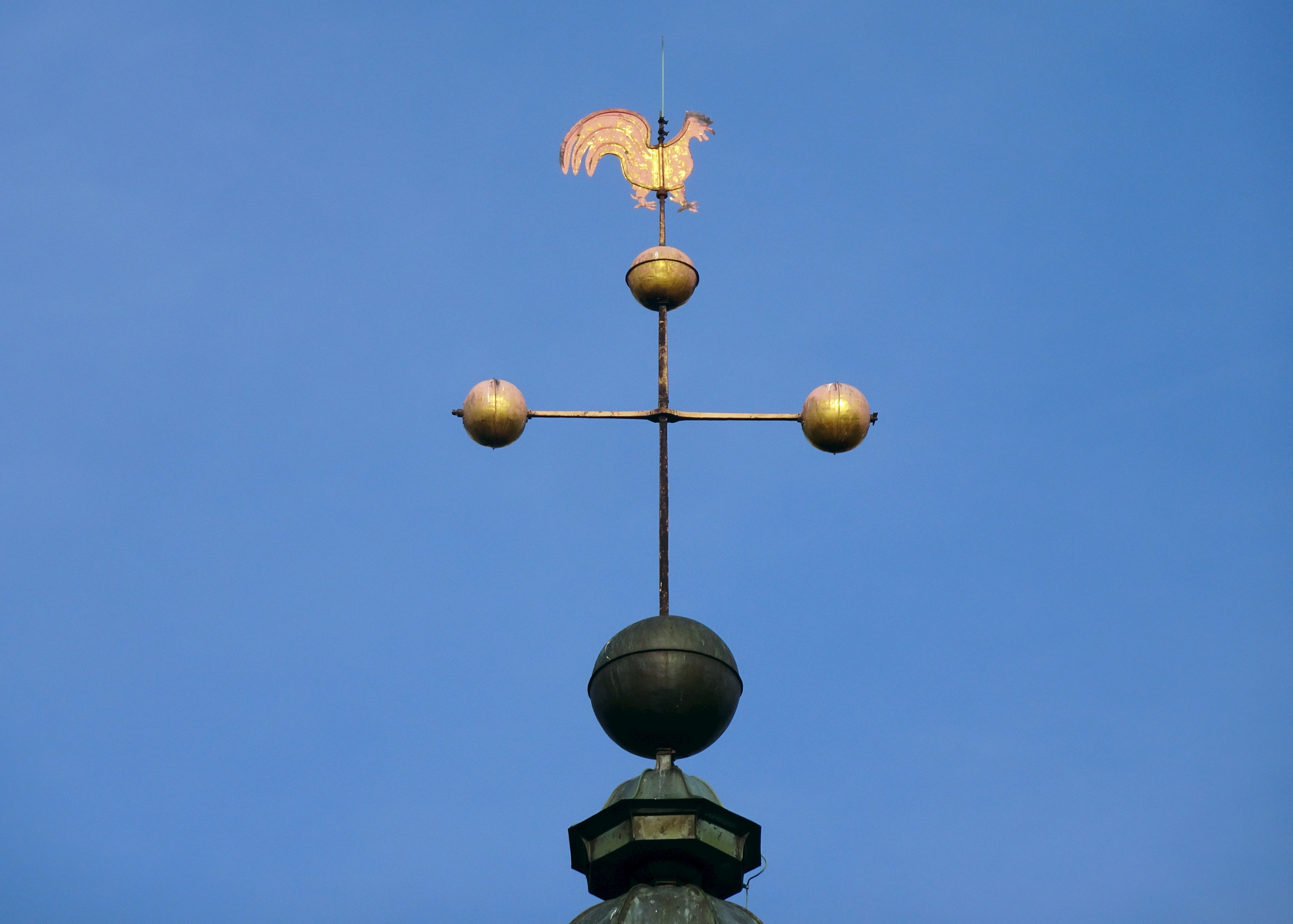
Kyrktuppen.

Till Östra Ryds kyrka leder en lång allé från Rydboholms slott. Kyrkans byggnadshistoria är starkt förknippad med slottets ägare. Kyrkan består av ett enskeppigt långhus, ett tresidigt avslutat gravkor i öster, och en sakristia i norr. Sakristian har sedermera sammanbyggts med en korsarm, motsvarande en samtida i söder. I väster reser sig ett torn. De gulputsade murarna är av tegel. Alla tak är numera täckta med plåt.

## Historik
Äldst är sakristian, som troligen uppfördes omkring år 1300 med profilerade ribbvalv. Den har ingått i en äldre kyrka vars ålder och utseende är okänt. Det ligger nära till hands att förmoda, att den var samtida med den befintliga kyrkans äldsta inventarier, en dopfunt och en skulptur, Katarina av Alexandria, från 1200-talets senare del - 1300-talets förra del. Byggherren till nuvarande kyrkan anses vara Anund Sture (död 1434), som ägde Rydboholm omkring 1430. Teorin grundar sig på en inskription i korets valv. I denna rakavslutade salkyrka ingick nuvarande långhuset, vars östra del fungerat som kor, och ett sedermera rivet vapenhus i söder. Interiören välvdes med kryssvalv. Gavlarna var avtrappade. År 1449 dekorerades murar och valv med kalkmålningar av Johannes Iwan, om vilket en inskrift bland målningarna berättar. Efter Anund Stures bortgång ägdes Rydboholm av Vasaätten och efter 1515 av ätten Brahe.
Åren 1690-1693, då Nils Brahe innehade slottet, erhöll kyrkan det utseende den har idag. Korsarmarna byggdes, likaså västtornets lanterninliknande överbyggnad och lökformade spira. Mot öster förlängdes kyrkan med ätten Brahes polygonalt avslutade gravkor med takryttare. Ett konstfullt smitt järngaller skiljer gravkoret från kyrkorummet. Vapenhuset revs. Som sådant fungerar sedan dess tornets bottenvåning med ingång från väster. Arkitekt för tillbyggnaderna var möjligen Jean de la Vallée. I slutet av 1700-talet överkalkades målningarna förutom de i korvalvet. 1835 frilades målningarna på korets högmurar och i långhusets båda västra hörn. 1924 framtogs målningar i långhuset och i sakristian. Ytterligare målningar framtogs senast vid en stor renovering 1991. Samma år insattes den nuvarande öppna bänkinredningen. En tidigare sådan insattes vid 1800-talets slut istället för de gamla, slutna bänkarna. Interiören präglas i hög grad av talrika inventarier. Många av dem är skänkta av medlemmar ur ätterna Brahe och Vasa på Rydboholm. Bland gåvorna märks speciellt ett fyrtiotal äldre oljemålningar som är utställda i kyrkorummet. Orgelläktaren i nyklassicistisk stil sträcker sig utmed västmuren.

## Inventarier
- Altarskåp av ek, flyglarnas pannåer i furu, av Johannes snickare 1488.
- Dopfunt av kalksten, ciborietyp, modifierad, från mitten av 1200-talet.
- Kalkmålning av Johannes Iwan 1449.
- Träskulptur, manligt helgon, i ek från verkstad i Mälardalen från 1400-talets första hälft.
- Krucifix i trä från verkstad i Mälardalen under 1400-talets sista fjärdedel.

## Orglar
- År 1773 ägde kyrkan två obrukliga positiv.[2]

### Läktarorgeln
- 1781: Stolmakare och orgelbyggare Jonas Ekengren, Stockholm, byggde en enmanualig piporgel i kyrkan.
- 1841: Pehr Zacharias Strand, Stockholm, byggde en enmanualig orgel med självständig pedal bakom Ekengrens fasad. Manualen och registerandragen bevaras från Ekengrens orgel. Tonomfång: manual C - d³, pedal C - g°.
- 1949: Orgelbyggare Theodor Frobenius & Co i Lyngby konserverade och byggde till instrumentet. Ett nytt verk för en andra manual placerades bakom gamla orgeln. Nytt spelbord anbringades i nya manualverkets fasad och manualomfånget utökades till g³ och pedalomfånget till f¹. Den mekaniska trakturen behölls men registraturen pneumatiserades. (Enligt förslag av musikdirektör Waldemar Åhlén, Stockholm.)
- 1980: Orgelbyggare Marcussen & Søn, Aabenraa, Danmark, utförde en partiell ombyggnad, där Manual II utökades med en stämma och registraturen byggdes om till mekaniskt system.

| Huvudverk I   | Svällverk II        | Pedal          | Koppel |
| Principal 8´  | Gedackt 8'          | Subbas 16´     | I/P    |
| Rörflöjt 8'   | Principal 4'        | Dubbelflöjt 8' | II/P   |
| Fugara 8'     | Blockflöjt 4'       | Violon 8'      | II/I   |
| Oktava 4'     | Gemshorn 2'         |                |        |
| Kvinta 2 2/3' | Oktava 1'           |                |        |
| Oktava 2'     | Sesquialtera 2 chor |                |        |
| Trumpet 8'    | Crescendosvällare   |                |        |

- 1999-2000: Bergenblad & Jonsson Orgelbyggeri gjorde en om- och tillbyggnad. Orgeln fick 21 orgelstämmor, som hanterades från ett nytt fristående spelbord på norra sidan av orgelhuset. På södra gaveln monterades Pehr Zacharias Strands originalspelbord. I det nya instrumentet ingick 10 av Strands ursprungligen 11 stämmor.

Disposition:
| Huvudverk                     | Öververk               | Pedal                   | Koppel                 |  |
| Principal 8' (1841)           | Vox retusa 8'          | Subbas 16' (1841)       | Öververk/huvudverk     |  |
| Fugara 8' (1841)              | Gedackt 8'             | Violincell 8' (1841)    | Öververk 16'/huvudverk |  |
| Rörfleut 8' (1841)            | Piffaro 8' (fr. c)     | Dubbelgedackt 8' (1841) | Huvudverk/pedal        |  |
| Octava 4' (1841)              | Principal 4'           | Octava 4'               | Öververk/pedal         |  |
| Qvinta 3' (eg. 2 2/3') (1841) | Hohlfleut 4'           | Basun 16'               | Öververk 4'/pedal      |  |
| Octava 2' (1841)              | Nasat 3' (eg. 2 2/3')  |                         |                        |  |
| Trumpet 8', B/D (1841)        | Wallfleut 2'           |                         |                        |  |
|                               | Terz till 2 fot 1 3/5' |                         |                        |  |
|                               | Vox humana 8'          |                         |                        |  |
|                               | Tremulant              |                         |                        |  |

### Kistorgel
- 2000: Sune Fondell, Ålems orgelverkstad, levererade en kistorgel.

### Diskografi
- Orgelliv : sju sekel i Stockholms stifts kyrkor / redaktör: Christina Nilsson ; foto: Magnus Aronson, Mats Åsman. Stockholm: Kulturhistoriska bokförlaget. 2012. Libris 13609452. ISBN 978-91-87151-04-0 - Innehåller CD med musik på kyrkans huvudorgel framförd av Magnus Holmlund.